# Kotasari (Pusakanagara)
Kotasari is een bestuurslaag in het regentschap Subang van de provincie West-Java, Indonesië. Kotasari telt 4361 inwoners (volkstelling 2010).